# JR東海371系電聯車
JR東海371系電聯車（日语：／ 371-kei densha */?）是由日本東海旅客鐵道 （JR東海）在1991年至2014年之间使用的电聯車。本型車曾于2012年与小田急电铁20000系電聯車一起用于朝霧號特急列车 ，直到2014年停止使用，轉用於御殿场线觀光列車。
本條目一併介紹本型車的後續改裝車富士急行8500系電聯車，其是JR東海將本型車出售给私铁富士急行改裝後，从2016年3月起用于富士急行線的特急列車。

## JR東海371系

### 设计
本型車只製造了一組（七節車廂），由日立製作所、川崎重工和日本車輛合作。
从1991年3月16日首航到2012年3月16日，本組371系電聯車与兩組小田急20000型電聯車，運行於東京都小田急電鐵新宿站與靜岡縣JR東海沼津站之間的御殿场线，作為5朝霧號（あさぎり）列車。除作為白天的朝霧號外，该列车也用於通勤快車（＂Home Liner”）。 
- Home Liner  沼津
- Home Liner 滨松
- Home Liner 静冈

2012年3月17日起，朝霧號由小田急60000系電聯車取代371系和小田急20000系行駛。
从2012年6月起，371系用於御殿场线的加班快車以服務一些健行活動。 

### 编成
一组由7辆车編成。 绿色車廂（头等艙）位在第3和4節的雙層車廂。 
|          | ←浜松、静岡、沼津方向新宿、三島方向→ |                            |                            |                            |                            |                            |                  |
| 車廂號次 | 1                                    | 2                          | 3                          | 4                          | 5                          | 6                          | 7                |
| 形式     | クモハ371                            | モハ370                    | サロハ371                  | サロハ371                  | モハ371                    | モハ370                    | クモハ371        |
|          |                                      |                            |                            |                            |                            |                            |                  |
| 子形式   | Mc                                   | M'                         | TSD                        | TSD                        | M                          | M'                         | Mc               |
| 車号     | クモハ371-101                        | モハ370-101                | サロハ371-101              | サロハ371-1                | モハ371-201                | モハ370-1                  | クモハ371-1      |
| 搭載機器 | 控制裝置、集電弓                     | 輔助電源、空氣壓縮機、電池 |                            |                            | 輔助電源、控制裝置、集電弓 | 輔助電源、空氣壓縮機、電池 | 控制裝置、集電弓 |
| 自重     | 40t                                  | 39t                        | 39t                        | 38t                        | 38t                        | 39t                        | 40t              |
| 車内設備 | 乘務員室                             | 盥洗室                     | 綠色車廂、販賣部、公用電話 | 綠色車廂、販賣部、公用電話 |                            | 盥洗室                     | 乘務員室         |
| 載客量   | 60                                   | 60→58                      | 32+18                      | 32+18                      | 68                         | 60                         | 60               |

第1、5、7節車廂各裝有一具C-PS27A单臂集电弓。 

### 内部
标准車廂有2 + 2配置的一般座位。在兩節双层車廂，上层為綠色車廂（頭等艙）之2+1座位配置；下层則為標準艙，但也是2 + 1的座位配置。 

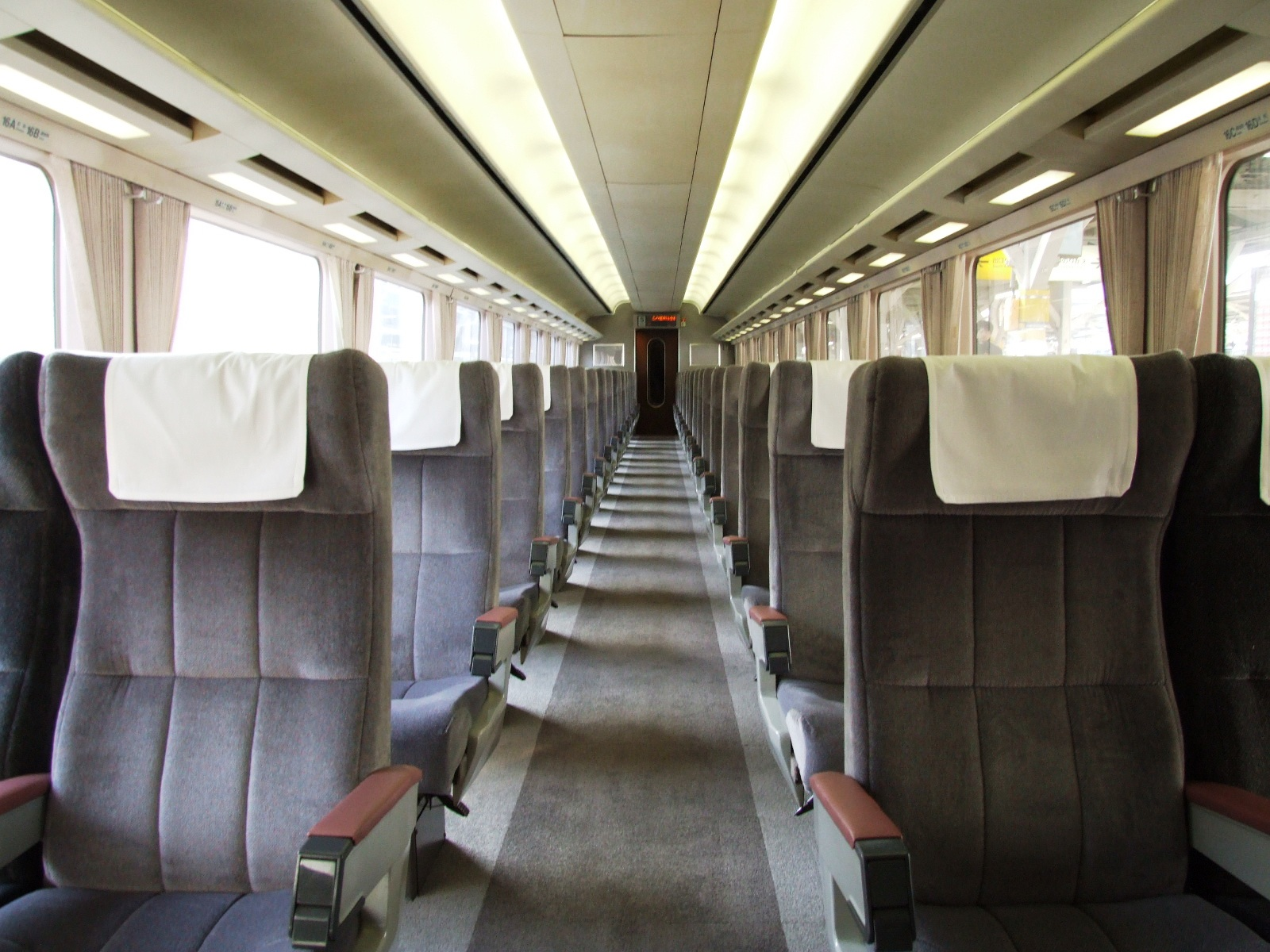
标准艙，2009年2月
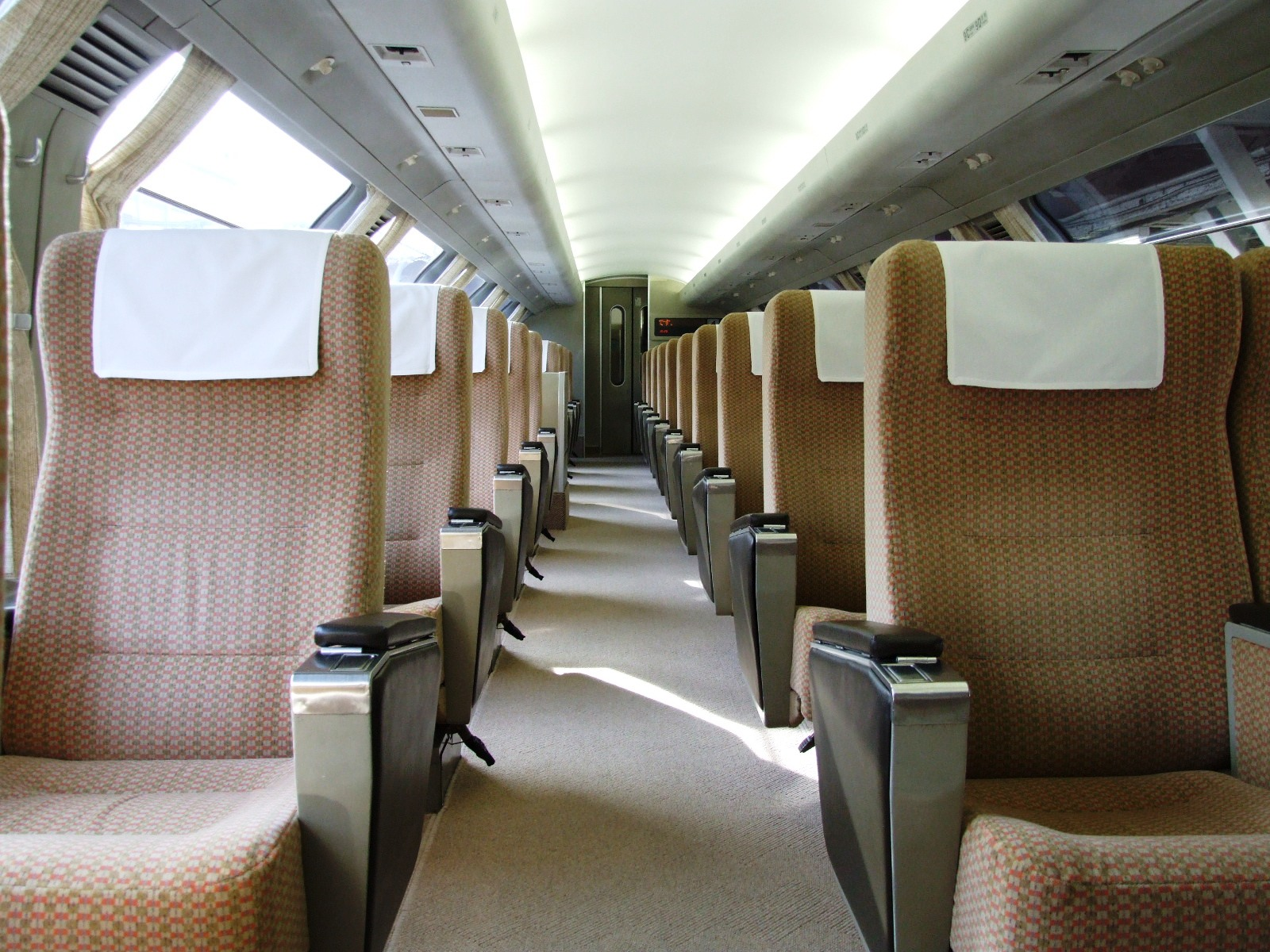
双层车廂上层（绿色車廂），2009年2月
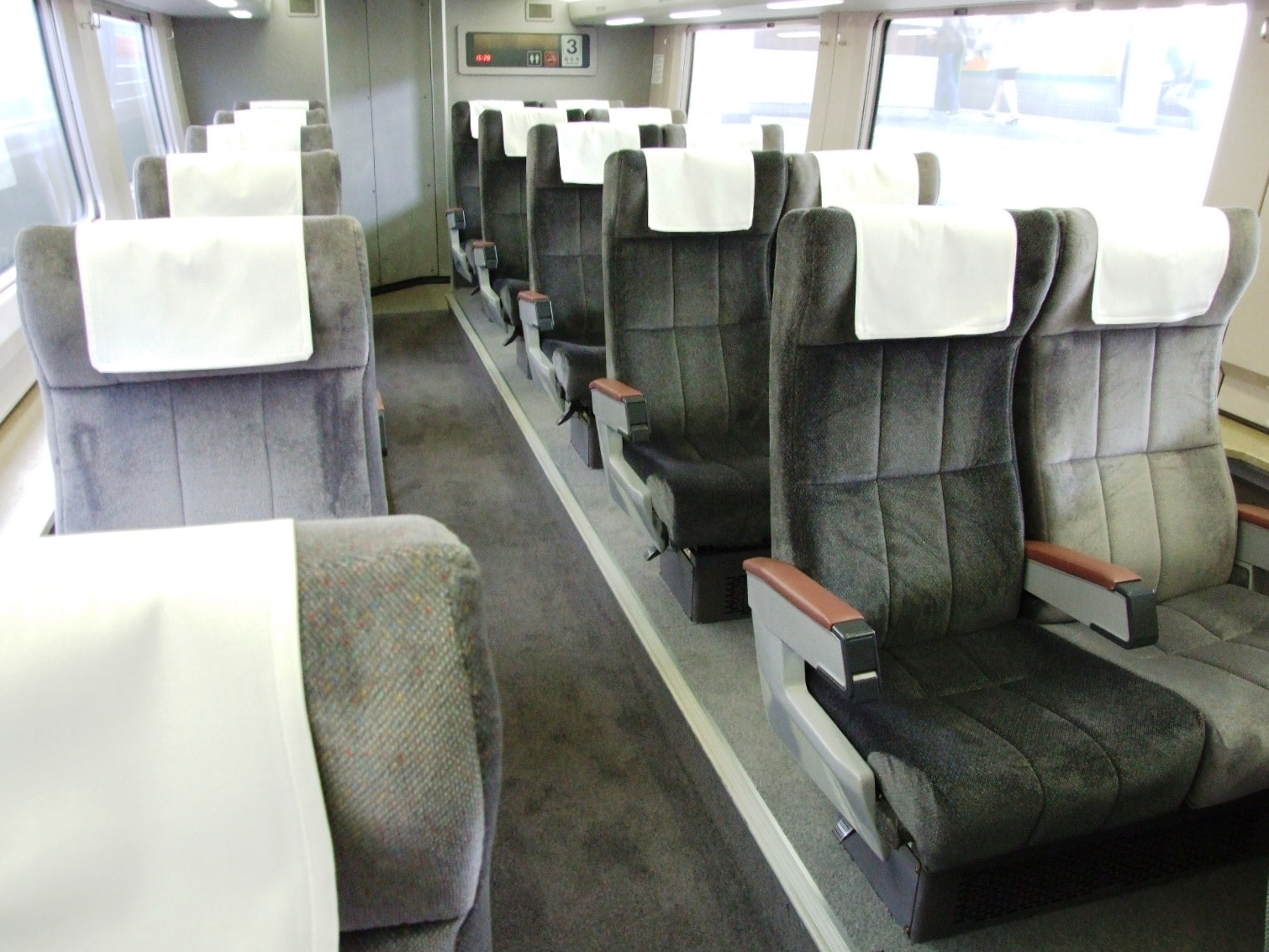
双层车廂下层（标准舱），2009年2月

### 历史
371系乃于1991年3月16日首航。  从1997年6月24日起，第7车規定為無菸車廂，从2007年3月18日起，所有車廂都禁菸。 从2006年11月6日起，将原始的PS24A菱形集電弓换为C-PS27A单臂集電弓。 
371系列在2012年3月16日最後一次作為朝霧號行駛。從2012年秋季開始作為特別列車行駛。 在2014年11月30日最后一趟运行後退役。 
2014年12月，私铁富士急行宣布计划购买该车，改造成三輛車編組，在2015年度投入富士急行線特急服務。  该列车于2015年3月从静冈转移到JR東日本的长野工厂进行改造。 

## 富士急行8500系
JR東海371系改造成富士急行8500系後，自2016年4月23日起，在日本山梨县的富士急行線，行駛富士山ビュー特急（富士山觀景特快）。 

### 改造
JR東海371系的改造由工业设计师水戶岡銳治负责。原來的7節車廂改造為僅一組車，由两辆动力车和一辆无动力拖车編成，一號车位于富士山站方向。 
- クロ 8551由原クモハ 371-1改造，モハ 8601由原モハ  370-101改造，クモハ 8501由原クモハ 371-101改造。 [9]
- 車厢1和3均装有FPS33E单臂集电弓 。 [9]

### 編成
|                   | ←富士山方向大月、河口湖方向→ |                            |                        |
| 車廂號次          | 1                            | 2                          | 3                      |
| 形式              | クロ8550                     | モハ8600                   | クモハ8500             |
| 子形式            | Tsc                          | M'                         | Mc                     |
| 車号 （舊車號）   | 8551 （クモハ371-1）         | 8601 （モハ370-101）       | 8501 （クモハ371-101） |
| 搭載機器          | 輔助電源、空氣壓縮機、集電弓 | 輔助電源、空氣壓縮機、電池 | 控制裝置、集電弓       |
| 自重              | 36.8t                        | 39.5t                      | 41t                    |
| 車内設備          | 乘務員室                     | 盥洗室                     | 乘務員室               |
| 載客量 （座位數） | 26 (26)                      | 92 (57)                    | 88 (60)                |

### 內部
1号车有一个观景室，座椅配製為2 + 1，還有一些空間寬敞的座位。  2和3號車座椅可旋轉，椅背可調整，配置为2 + 2，间距为1,000 mm（39英寸）     。  2号车设有轮椅位区和無障礙厕所。 

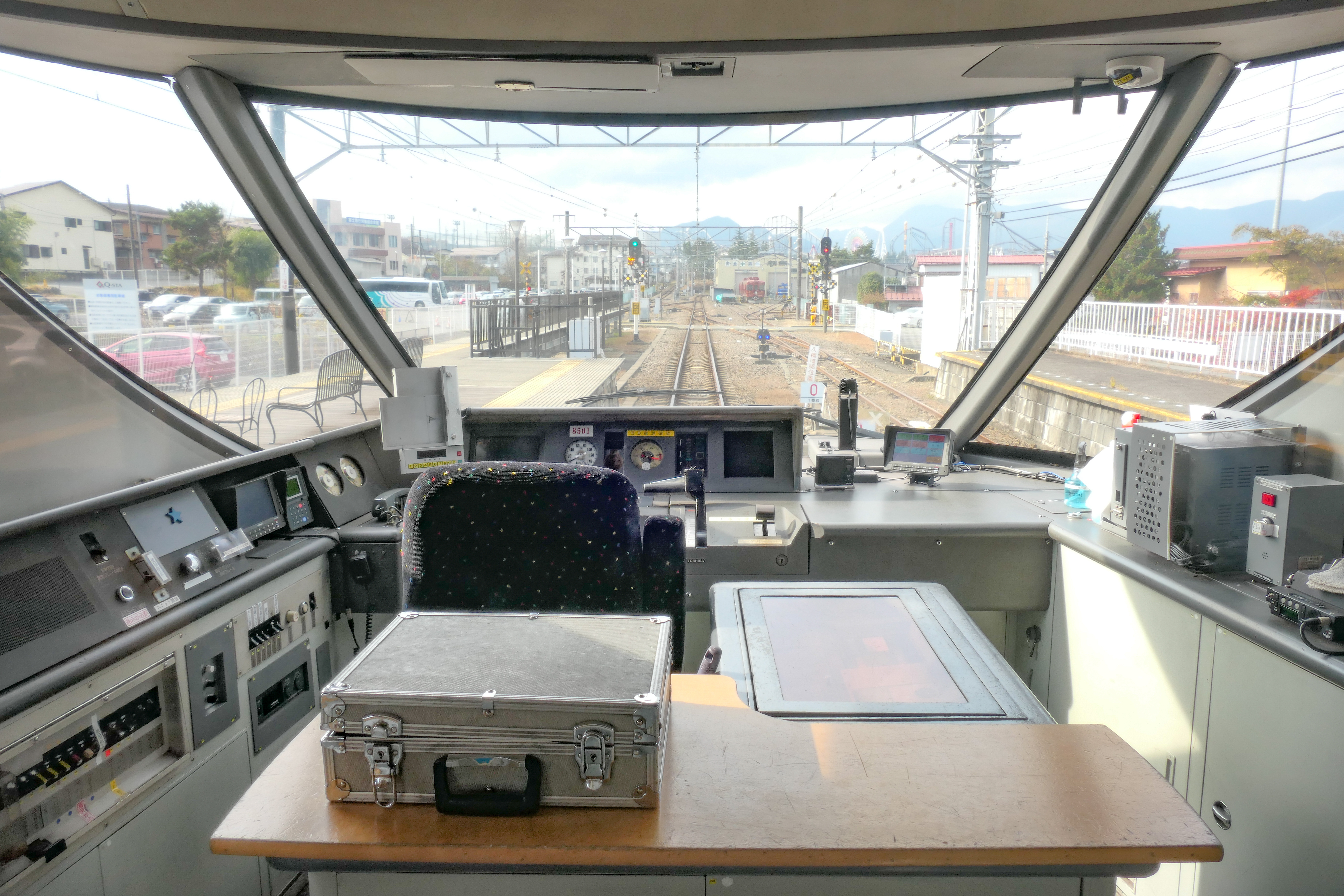
駕駛室
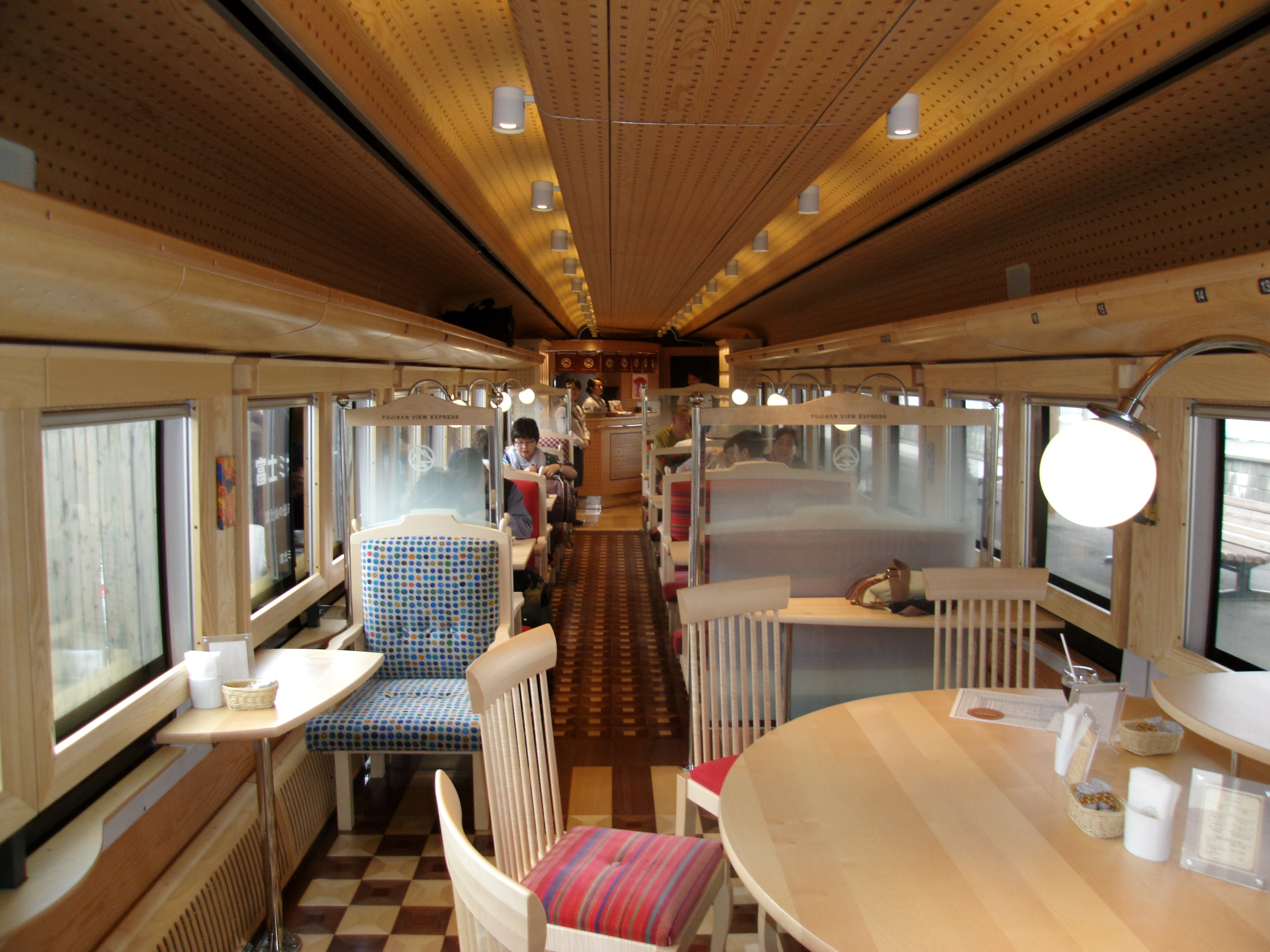
2016年6月1号车的内部
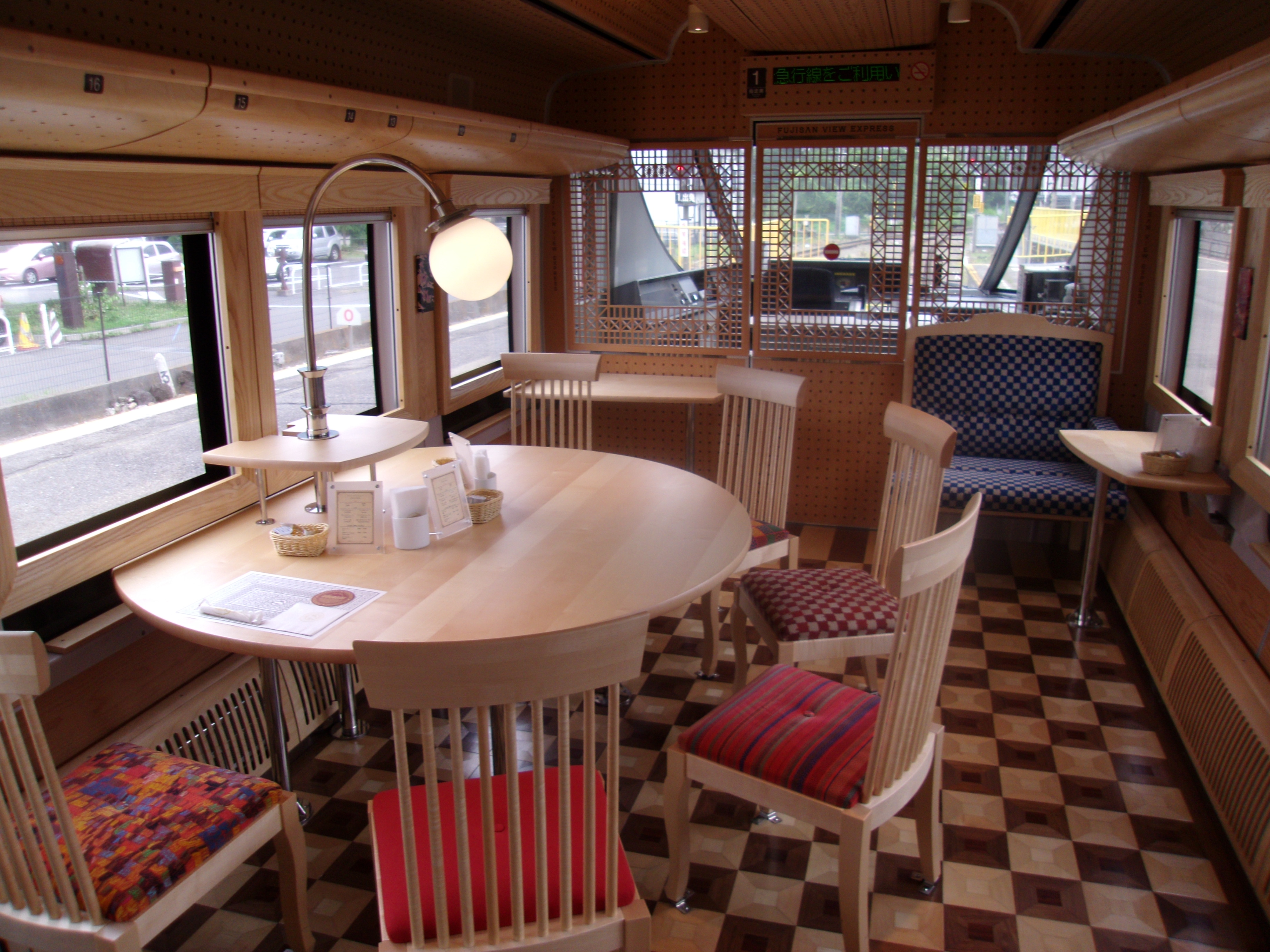
1號車的觀景区
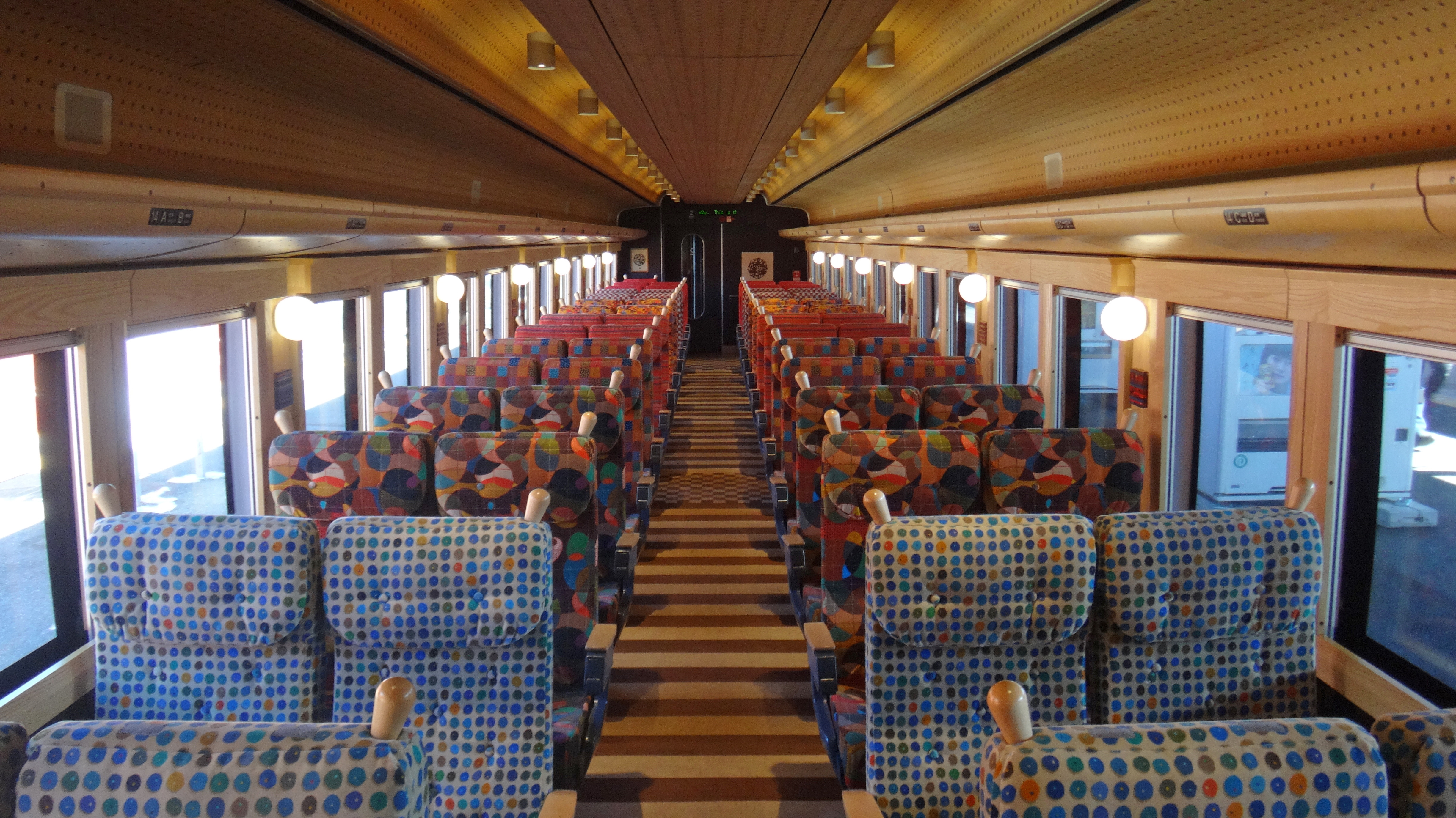
2017年2月，2號車的内部
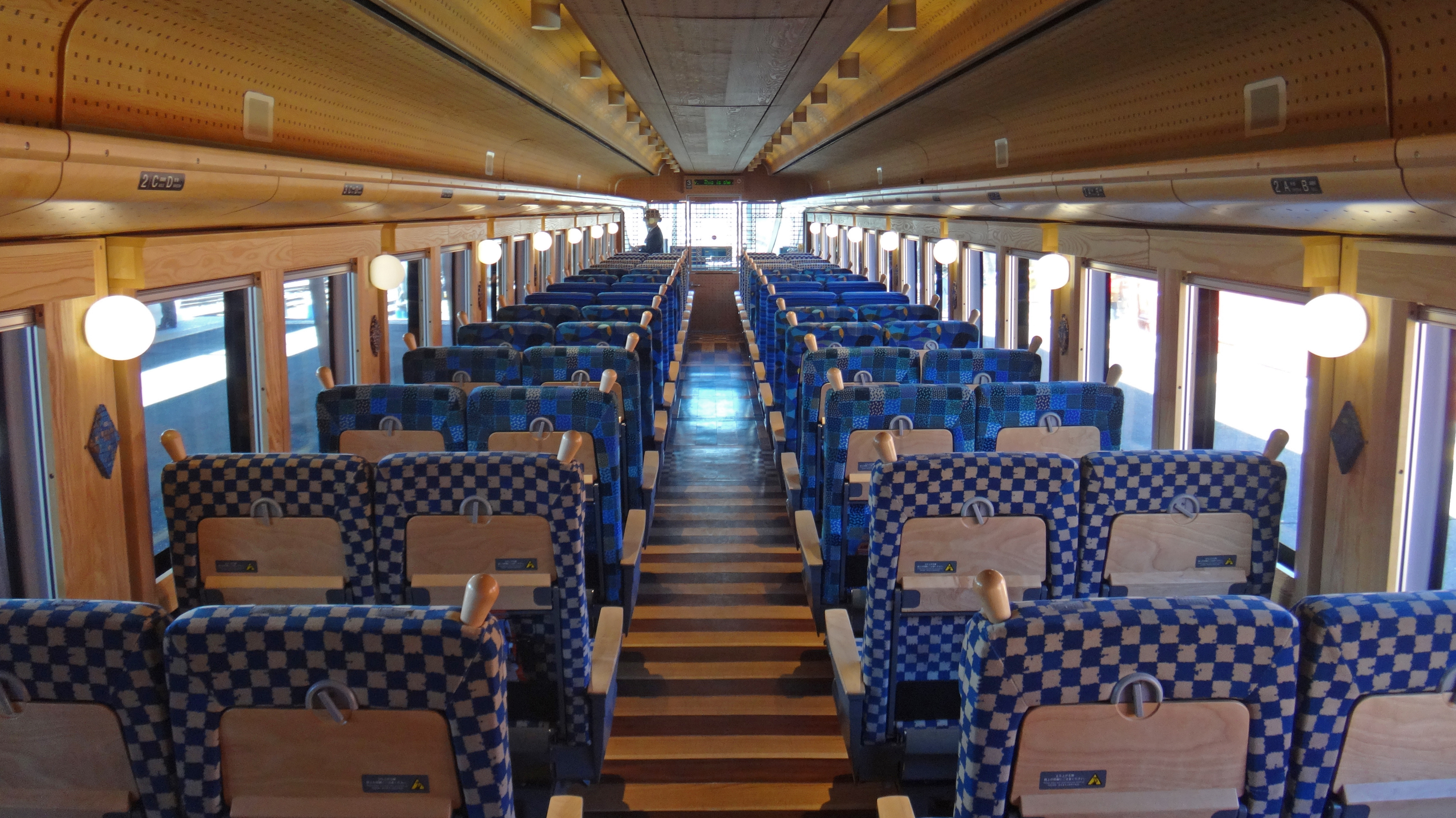
2017年2月，3號車的内部